# Trichosilia tragica
Trichosilia tragica là một loài bướm đêm trong họ Noctuidae.